# Coptotermes formosanus
La termita de Formosa (Coptotermes formosanus) es una especie invasora de termita. Se ha transportado a todo el mundo desde su área de distribución nativa en sur de China a Formosa (Taiwán, donde obtiene su nombre) y Japón. En el siglo XX se estableció en Sudáfrica, Sri Lanka, Hawái y Estados Unidos continentales.
La termita de Formosa es a menudo apodada la "súper-termita" debido a sus hábitos destructivos debido al gran tamaño de sus colonias y su capacidad para consumir madera a una tasa rápida. Una sola colonia puede contener varios millones de individuos (en comparación con varios cientos de miles de termitas para otras especies de termitas subterráneas) que forrajean hasta 100 m en el suelo. Una colonia de Formosa madura puede consumir hasta 400 g de madera al día y puede dañar gravemente una estructura en tan solo tres meses. Debido a su tamaño de población y rango de forrajeo, la presencia de una colonia representa una seria amenaza para las estructuras cercanas. Una vez establecidas, las termitas de Formosa nunca han sido erradicadas de un área.
Las termitas de Formosa infestan una gran variedad de estructuras (incluidas botes, condominios) y pueden dañar los árboles. En los Estados Unidos, junto con otra especie, Coptotermes gestroi, introducidos desde el sudeste asiático, son responsables de enormes daños a la propiedad que resultan en grandes costos de tratamiento y reparación.
La termita de Formosa adquirió su nombre porque se describió por primera vez en Taiwán a principios del siglo XX, pero C. formosanus es probablemente endémico al sur de China. Esta especie destructiva aparentemente fue transportada a Japón antes del siglo XVII y Hawái a fines del siglo XIX. En la década de 1950, fue reportado en Sudáfrica. Durante la década de 1960, se encontró en Texas, Louisiana y South Carolina. En 1980, una colonia bien establecida prosperaba en un condominio en Hallandale Beach, Florida. Las termitas de Formosa rara vez se encuentran al norte de los 35°N. Se han reportado en 11 estados, incluidos Alabama, California, Florida, Georgia, Hawái, Louisiana, Mississippi, Carolina del Norte, Carolina del Sur, Tennessee y Texas. Su distribución probablemente continuará restringiéndose a las áreas del sur de los Estados Unidos debido a que los huevos no se incubarán por debajo de aproximadamente 20 °C.

## Biología
C. formosanus es un generalista, coloniales, colonias sociales de construcción de insectos, ya sea por encima o por debajo del suelo. Las termitas tienen un sistema de castas, que incluye un rey, una reina, trabajadores, soldados y alados (alados termitas). Los trabajadores proporcionan la comida, los soldados defienden el nido y los reproductores crían la colonia. La reina de la colonia tiene una vida útil de alrededor de 15 años y es capaz de producir hasta 2,000 huevos por día. Los trabajadores y los soldados pueden vivir de 3 a 5 años con proporciones de casta de alrededor de 360 trabajadores por cada 40 soldados. Una colonia está rodeada por un extenso sistema de forrajeo formado por túneles debajo de la tierra, con una colonia madura que contiene millones de termitas. Las colonias más antiguas y menos vigorosas contenían trabajadores que tenían una masa corporal mayor que los trabajadores de colonias más jóvenes.

### Nutrición
La dieta de las termitas subterráneas consiste en cualquier cosa que contenga fibra de madera (casas, edificios, árboles vivos), cultivos y plantas. Los árboles vivos incluyen roble, fresno y ciprés ligados al agua. Los cultivos incluyen caña de azúcar.
Al igual que muchas otras termitas, la termita de Formosa se alimenta de madera y otros materiales que contienen celulosa, como papel y cartón. Bacterias y otros organismos unicelulares viven en el sistema digestivo de las termitas y digieren la celulosa, proporcionando nutrición y energía para estas termitas. Sin embargo, se sabe que mastican a través de paneles de aislamiento de espuma, láminas de plomo y cobre delgadas, yeso, asfalto y algunos plásticos.
Las colonias de C. formosanus que se alimentan de pacana, Carya illinoensis y liquidámbar americano, Liquidambar styraciflua producen significativamente más progenie que las colonias que se alimentan de otras especies de madera probadas. La progenie de colonias que se alimentan de pacana y fresno americano Fraxinus americana tienen una supervivencia significativamente mayor que la progenie de colonias que se alimentan de otras especies de madera. Las colonias que se alimentaban de una matriz a base de celulosa con suplementos nutricionales mostraron características de aptitud física similares a las colonias que se alimentaban de los mejores tratamientos de madera. Estos resultados indican que las diferencias observadas en la condición física de la colonia se pueden explicar parcialmente por el valor nutricional del tratamiento alimentario, lo que aumenta la posibilidad de que la madera de diferentes especies de árboles tenga valores nutricionales diferentes a las termitas subterráneas de Formosa. Esto sugiere que la preferencia de alimentación de C. formosanus está al menos parcialmente influenciado por el valor nutricional de la fuente de alimento.

### Etapas de reproducción y ciclo de vida

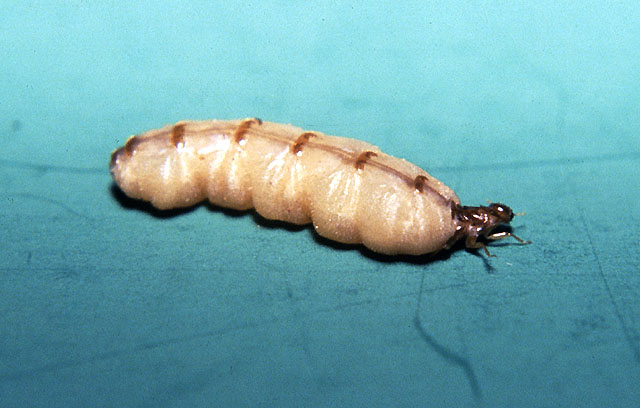
Reina fértil

Una sola colonia de C. formosanus puede producir más de 70,000 alados. Después de un breve vuelo, los alados derramaron sus alas. Las hembras buscan inmediatamente los sitios de anidación, y los machos los siguen de cerca. Cuando la pareja encuentra una grieta húmeda con materiales de madera, forman la cámara real y ponen entre 15 y 30 huevos. Dentro de dos a cuatro semanas, las termitas jóvenes salen de los huevos. Los reproductores alimentan al primer grupo de termitas jóvenes hasta que las termitas jóvenes alcanzan el tercer estadio. Uno o dos meses después, la reina pone el segundo lote de huevos. Estos huevos serán eventualmente criados por termitas del primer lote de huevos. Una colonia puede alcanzar números sustanciales para causar daños severos y producir alados dentro de tres a cinco años.

## Impacto económico
C. formosanus  es la plaga económicamente más grave en Hawái, que le cuesta a los residentes $ 100 millones al año. Se han amenazado estructuras históricas en Hawái, como el Palacio Iolani en Honolulu.
C. formosanus  tiene su mayor impacto en América del Norte. Actualmente, es una de las plagas más destructivas de los Estados Unidos, se estima que les cuesta a los consumidores más de mil millones de dólares al año para el tratamiento preventivo y reparador y para reparar los daños causados por este insecto. En Nueva Orleans, se cree que entre el 30 y el 50% de los 4.000 robles históricos de la ciudad están infestados, con un daño total que le cuesta a la ciudad $ 300 millones al año. En América del Norte C. formosanus crea colonias significativamente más grandes, y por lo tanto más dañadas, que las termitas de los EE. UU., que residen bajo tierra y entran en los edificios solo para forraje. C. formosanus es la especie de termita más destructiva, difícil de controlar y económicamente importante en el sur de los Estados Unidos.
Los impactos del mayor uso de plaguicidas para controlar la población de termitas han generado mayores costos para los propietarios y efectos destructivos en el medio ambiente, incluida la contaminación del suministro de agua causada por la escorrentía.